# J Mays

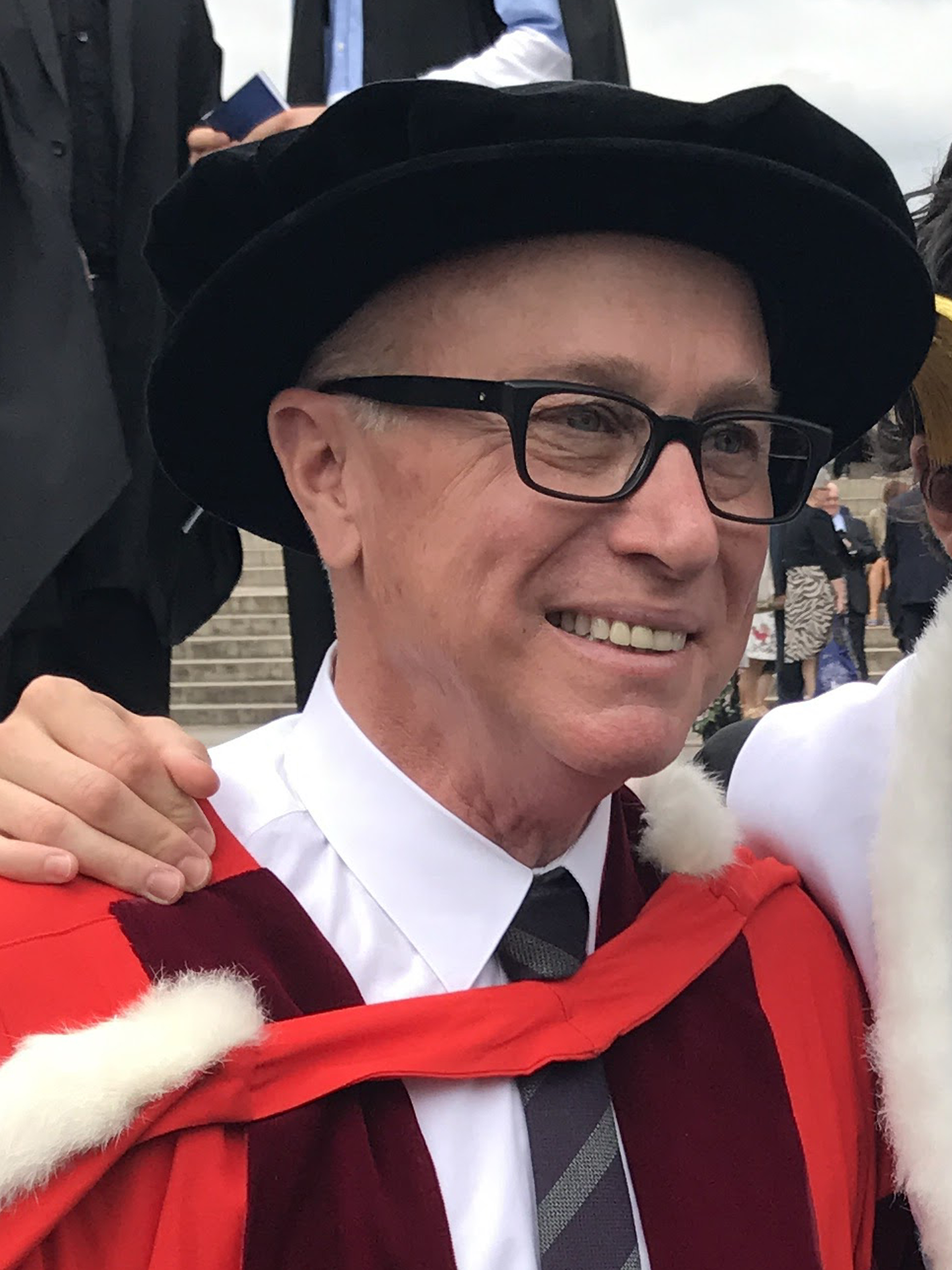
J Mays

J Mays (* 15. Oktober 1954 in Pauls Valley, Oklahoma, USA) ist ein Automobildesigner, der das europäische Autodesign der 1980er und 1990er Jahre stark beeinflusst hat.

## Leben
J Mays (die Bildung seines Vornamens "J" ist an den seines Großvaters S J Mays angelehnt) besuchte in Oklahoma die Highschool, später dann die University of Oklahoma. Nach dem erfolgreichen Abschluss an der Universität ging er auf das Art Center College of Design in Pasadena, Kalifornien, welches er im Jahr 1980 mit dem Bachelor of Science in Transportation Design erfolgreich beendete.
Seine Karriere begann er zunächst bei Audi als Designer. Dort beteiligte er sich an der Gestaltung des Audi 80. 1983 wurde er von BMW angestellt und war an Entwürfen des 5er BMW beteiligt; er kehrte jedoch 1984 als Seniordesigner zu Audi zurück.
1989 zog der Designer zurück in die USA und arbeitete in Simi Valley, Kalifornien, dem damaligen Advanced Design-Studio des Volkswagen-Konzerns. Dort war er federführend bei der Studie des VW Concept 1 tätig, der später zum Serienmodell VW New Beetle weiterentwickelt wurde. Im Jahr 1997 war er als Designer bei der amerikanischen Ford Motor Company tätig. In dieser Zeit war er für das Design von acht verschiedenen Marken der Ford Motor Company zuständig und designte für Ford, Mazda, Mercury, Lincoln, Volvo, Jaguar, Land Rover und Aston Martin.
Um die Jahrtausendwende bekam er verschiedene Preise von Universitäten, so zum Beispiel einen Preis von seinem ehemaligen College in Pasadena.

## Werke

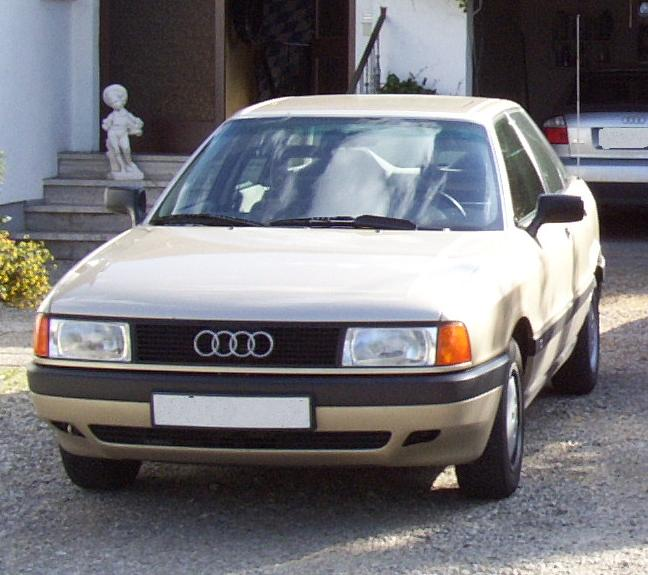
Audi 80 B3
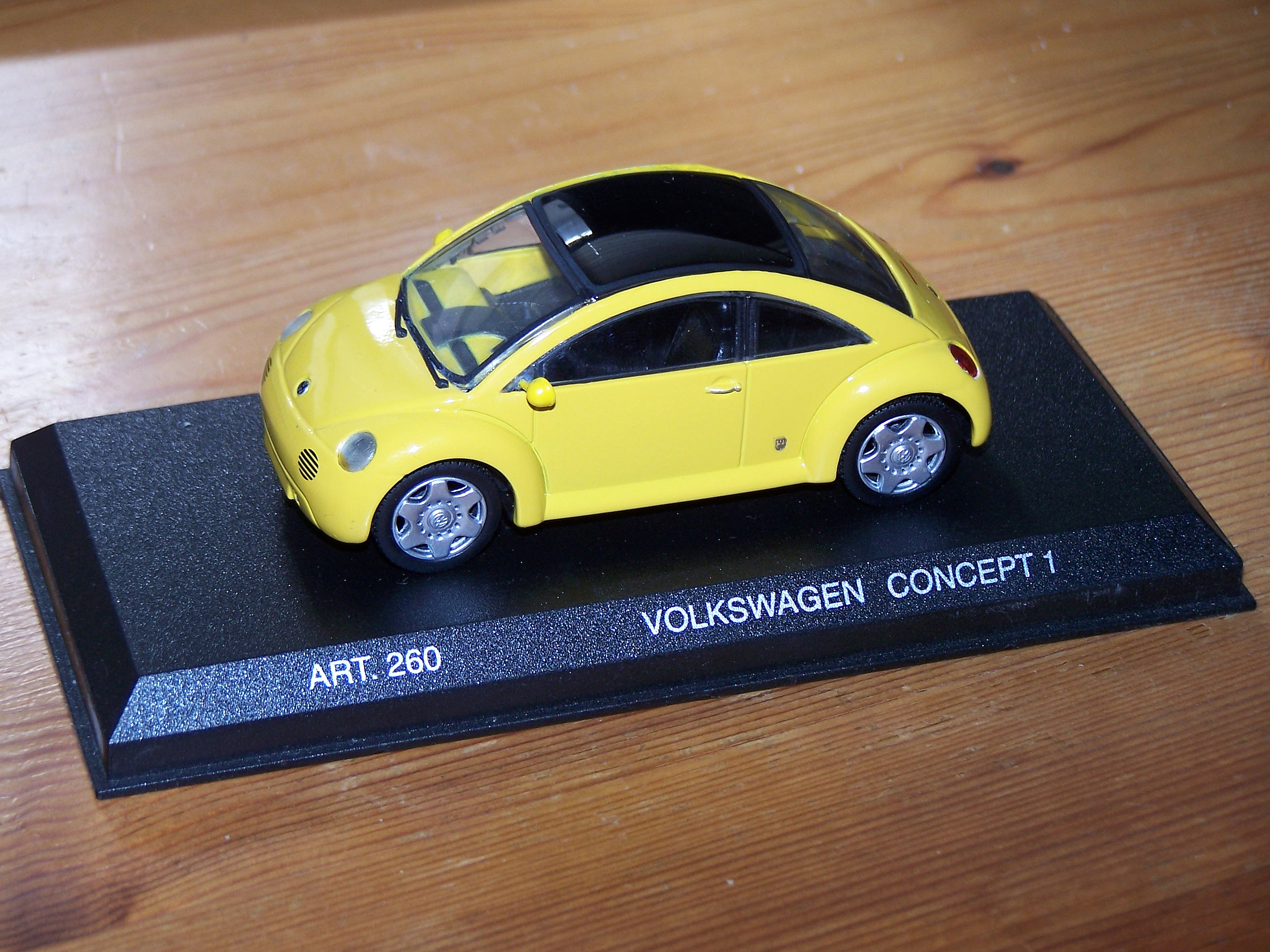
VW Concept 1
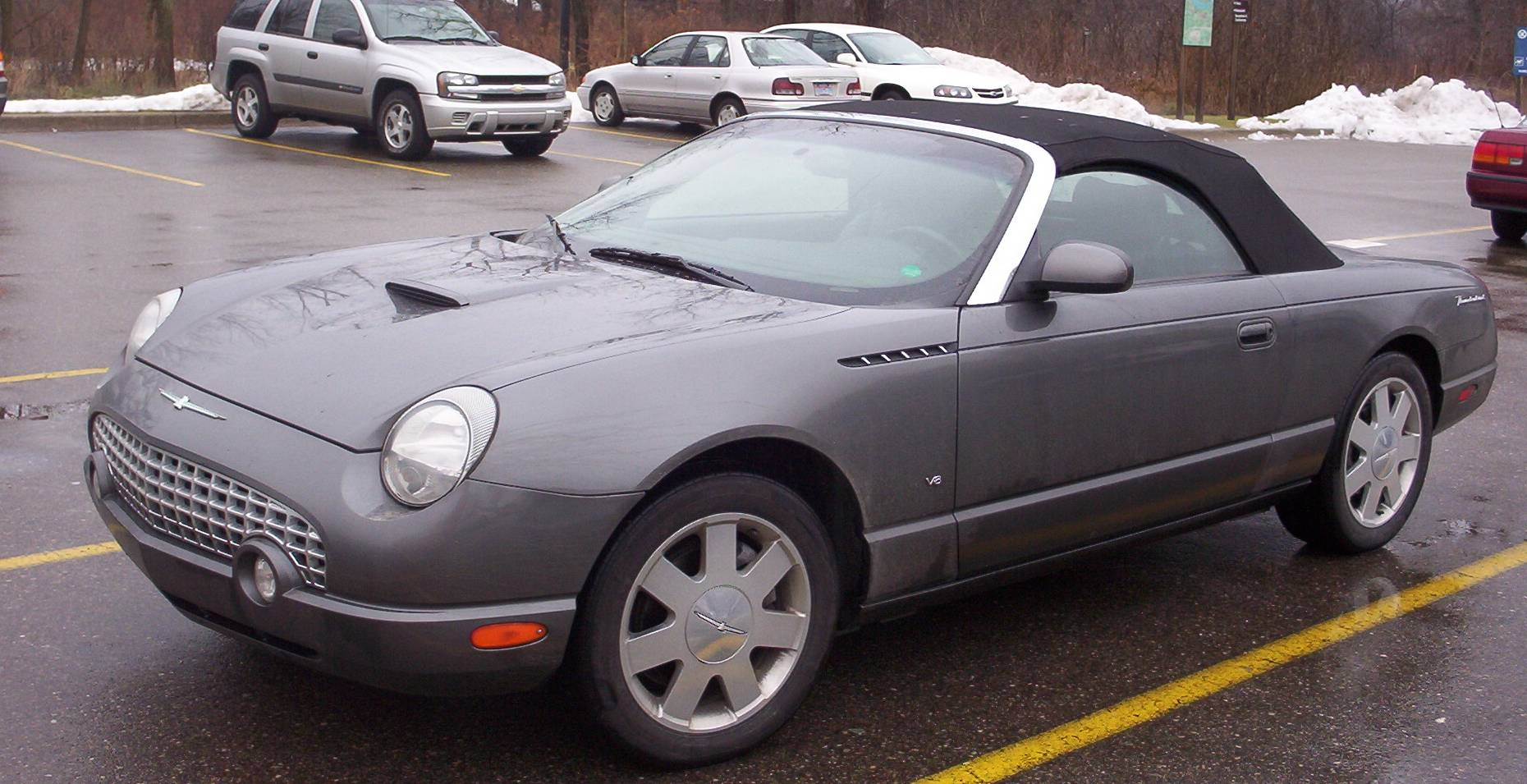
Ford Thunderbird
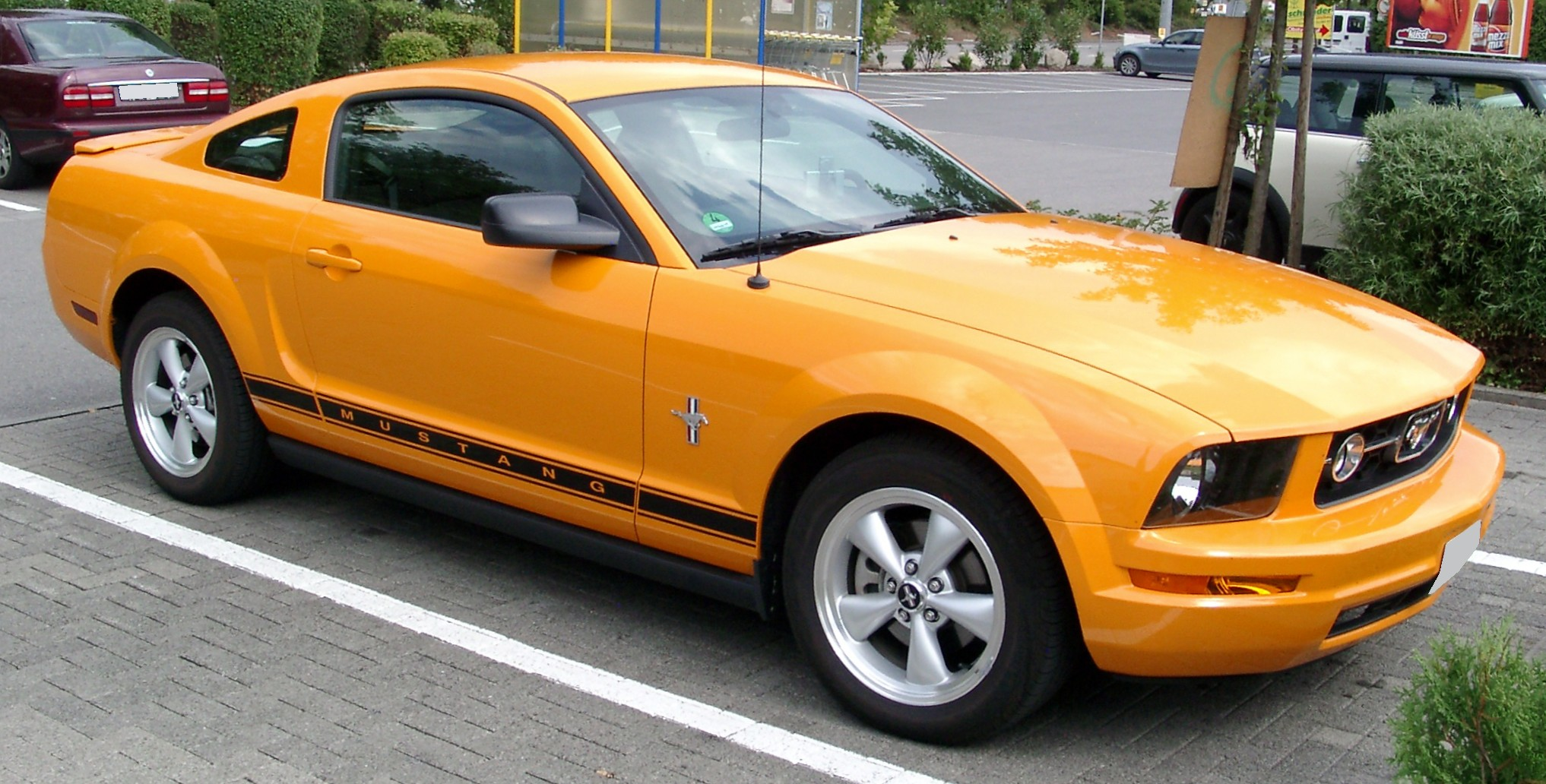
Ford Mustang
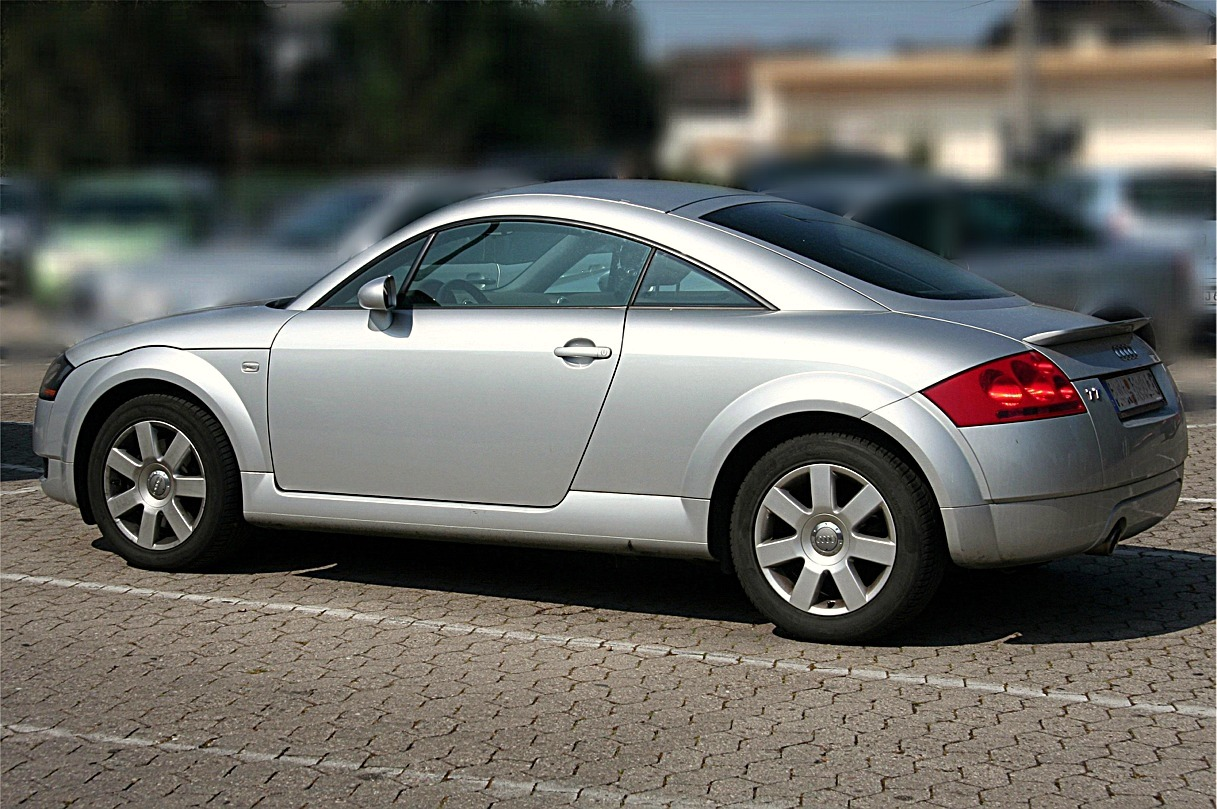
Audi TT (Beteiligung an der Entwicklung)
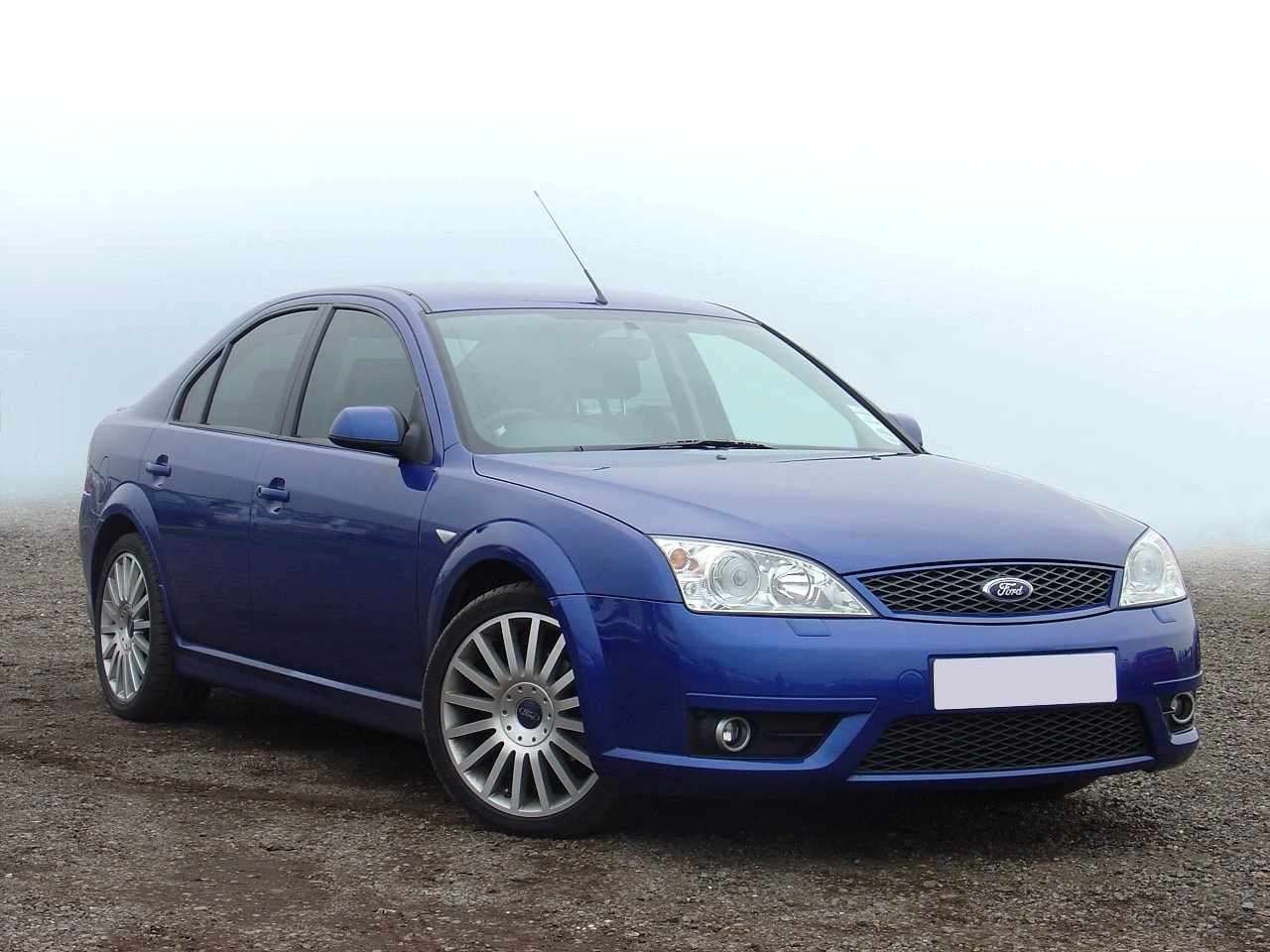
Ford Mondeo (Beteiligung an der Entwicklung)